# Глушач, Егор Александрович
Егор Александрович Глушач (укр. Єгор Олександрович Глушач; род. 21 ноября 2002, Евпатория, АР Крым) — украинский футболист, полузащитник клуба «Годонин».

## Карьера

### Начало карьеры
В 2015 году занимался футболом в запорожском «Металлурге». В 2016 году футболист перебрался в структуру киевского «Динамо». В 2019 году футболист выступал за команду киевлян до 19 лет в юношеском чемпионате Украины, за которую провёл 9 матчей и отличился забитым голом. Зимой 2020 года футболист пытался попасть в молодёжную команду киевского клуба, однако затем в августе 2020 года покинул клуб. В марте 2021 года футболист начал выступать в клубе «Реал Фарма» во Второй Лиге.

### «Зноймо»
В сентябре 2021 года футболист присоединился к чешскому клубу «Зноймо» из моравско-силезской футбольной лиги. Дебютировал за клуб 8 сентября 2021 года в матче против клуба «Фридек-Мистек». Дебютный гол за клуб забил 19 сентября 2021 года в матче против второй команды клуба «Высочина». Футболист сразу же закрепился в основной команде клуба, проведя в сезоне все свои матчи в стартовом составе. В свой актив футболист записал 5 забитых голов и 2 результативные передачи.

### «Ионава»
В июле 2022 года футболист перешёл в литовский клуб «Ионава». Дебютировал за клуб 23 июля 2022 года в матче против клуба «ФА Шяуляй», где футболист вышел в стартовом составе и отыграл 80 минут. По ходу сезона футболист был одним из ключевых игроков в клубе, однако по завершении чемпионата занял последнее место в турнирной таблице. Результативными действиями футболист за клуб не отличился.

### «Годонин»
В феврале 2023 года футболист перешёл в чешский клуб «Годонин», который выступает в моравско-силезской футбольная лиге. Дебютировал за клуб 4 марта 2023 года в матче против своего бывшего клуба «Зноймо». Дебютный гол за клуб забил 29 апреля 2023 года в матче против клуба «Врховина». Футболист сразу же закрепился в основной команде чешского клуба, вместе с которым закончил чемпионат на итоговом шестом месте, отличившись 2 забитыми голами.
Новый сезон за клуб начал 28 июля 2023 года с матча Кубка Чехии против клуба «Батов 1930», выйдя на поле в стартовом составе. Первый матч в чемпионате сыграл 5 августа 2023 года против клуба «Тршинец». Первый в сезоне гол футболист забил 14 октября 2023 года в матче против клуба «Старт».

## Международная карьера
Выступал в юношеских сборных Украины до 16 лет и до 17 лет.